# Rudolf Germer (Anglist)
Rudolf Germer (* 17. August 1927 in Freiburg i.Br.; † 4. Mai 2012) war ein deutscher Anglist und Hochschullehrer.

## Leben und Wirken
Rudolf Germer absolvierte nach dem Kriegsdienst (ab 1943) im Zweiten Weltkrieg und längerer Kriegsgefangenschaft (bis 1947) zunächst an der Universität Mainz von 1947 bis 1949 eine Ausbildung zum akademisch geprüften Übersetzer für die englische und französische Sprache. Von 1949 bis 1957 studierte er dann Anglistik, Germanistik und Romanistik an der Universität Freiburg i.Br. Dort legte er 1957 das erste Staatsexamen für den höheren Schuldienst ab und promovierte zugleich mit einer Dissertation über T. S. Eliot. Von 1958 bis 1965 war er als wissenschaftlicher Assistent für Englische Philologie an der Universität Freiburg tätig, unterbrochen 1961/62 von einem Aufenthalt an der Cornell University. 1964 habilitierte er sich in Freiburg. Von 1965 bis 1969 hatte Germer einen ordentlichen Lehrstuhl für Englische Philologie an der Christian-Albrechts-Universität zu Kiel inne. Im Jahre 1969 wechselte er auf eine Professur an der Eberhard Karls Universität Tübingen. 1972 übernahm er dann eine Professor an der Universität zu Köln.
Germer beschäftigte sich in seinen Veröffentlichungen sowohl mit englischer als auch amerikanischer Literatur, vor allem mit William Shakespeare, T. S. Eliot und Thornton Wilder.

## Veröffentlichungen (Auswahl)
- Die Bedeutung Shakespeares für T. S. Eliot. In: Shakespeare-Jahrbuch, Bd. 95 (1959), S. 112–132.

- T. S. Eliots Anfänge als Lyriker (1905–1915) (= Beihefte zum Jahrbuch für Amerikastudien, Bd. 17). Winter, Heidelberg 1966 (= Habilitationsschrift Universität Freiburg/Br.).
- (mit Julian T. Pring): A new English phonetic reader with intonation marks. Lensing, Dortmund 1962.
- Shakespeares Sonette als Sprachkunstwerk. In: Shakespeare-Jahrbuch, Bd. 101 (1965), S. 248–263.
- T. S. Eliot 'Sweeney Among the Nightingales'. In: Karl Heinz Göller (Hrsg.): Die englische Lyrik. Bd. 2. Bagel, Düsseldorf 1968, S. 336–343.
- Aspekte der modernen englische Lyrik. In: Literarische Themen (= Tutzinger Texte, Bd. 6). Claudius-Verlag, München 1969, S. 9–35.
- Eliot 'Murder in the Cathedral'. In: Dieter Mehl (Hrsg.): Das englische Drama. Bd. 2. Bagel, Düsseldorf 1970, S. 240–250.
- Thornton Wilders Bühnenstück 'The Matchmaker' und seine literarischen Vorbilder. In: Hans Itschert (Hrsg.): Das amerikanische Drama von den Anfängen bis zur Gegenwart (= Ars interpretandi, Bd. 5). Wissenschaftliche Buchgesellschaft, Darmstadt 1972, S. 220–233, ISBN 3-534-04759-1.
- Thornton Wilder 'The Skin of Our Teeth'. In: Paul Goetsch (Hrsg.): Das amerikanische Drama. Bagel, Düsseldorf 1974, S. 170–182, ISBN 3-513-02218-2.
- T. S. Eliot Before 'The Waste Land'. In: Karl Schubert/Ursula Müller-Richter (Hrsg.): Geschichte und Gesellschaft in der amerikanischen Literatur. Quelle & Meyer, Heidelberg 1975, S. 143–153, ISBN 3-494-00813-2.
- Thomas Stearns Eliot: 'The Family Reunion'. In: Horst Oppel (Hrsg.): Das moderne englische Drama. Interpretationen. 3. Aufl. Erich Schmidt, Berlin 1976, S. 226–247, ISBN 3-503-01230-3.
- (Mitautor): Shakespeares Königsdramen auf deutschen Bühnen. Ausstellungskatalog. Niederrheinisches Museum, Duisburg 1977.
- Möglichkeiten und Grenzen der Shakespeare-Verfilmung. In: Shakespeare-Jahrbuch (West), Jg. 1978/79, S. 22–39.

Außerdem weitere Aufsätze und Artikel in Fachzeitschriften und Zeitungen.